# Akari Fujinami
Akari Fujinami (藤波朱理 ({{{2}}}?); 11 novembre 2003) è una lottatrice giapponese, campionessa iridata ai mondiali di Oslo 2021 nel torneo dei -53 kg.

## Palmarès
| Anno | Manifestazione              | Sede       | Evento | Risultato | Note |
| ---- | --------------------------- | ---------- | ------ | --------- | ---- |
| 2018 | Campionati asiatici cadetti | Tashkent   | 49 kg  | Oro       |      |
| 2018 | Mondiali cadetti            | Zagabria   | 49 kg  | Oro       |      |
| 2018 | Campionati asiatici U15     | Fujimi     | 54 kg  | Oro       |      |
| 2021 | Mondiali                    | Oslo       | 53 kg  | Oro       |      |
| 2022 | Campionati asiatici         | Ulan Bator | 53 kg  | Oro       |      |